# Theaterwerkstatt Pilkentafel
Die Theaterwerkstatt Pilkentafel (kurz Pilkentafel) ist das „einzige freie Theater auf professionellem Niveau“ in Flensburg und eines von acht freien Theatern in Schleswig-Holstein, das vom Ministerium für Justiz, Kultur und Europa gefördert wird.  Die Theaterwerkstatt Pilkentafel gGmbH ist Mitglied im Landeskulturverband Schleswig-Holstein und in der Association Internationale du Théâtre de l’Enfance et la Jeunesse (ASSITEJ). Ihr Ensemble zeigt Stücke mit zeitgenössischer darstellender Kunst sowohl in Flensburg als auch auf „renommierten Festivals auf verschiedenen Kontinenten“ und gastierte bereits im Auftrag des Goethe-Instituts. Der Name des 1983 gegründeten Theaters leitet sich von der gleichnamigen Straße Pilkentafel ab, wo in einem denkmalgeschützten Haus von 1771 – seit 1998 feste Spielstätte –, Theatervorstellungen und -workshops gegeben werden. Es gehört zu den eingetragenen Kulturdenkmalen von Flensburg-Jürgensby und ist dort im Kapitänsviertel, dem „historischen Flensburger Seemannsviertel“ eingebettet.

## Gebäude
Für das Grundstück der Pilkentafel 2 ist der Betrieb eines Gasthauses ab 1612 nachgewiesen. 1771 ließ der Bauherr Niels Ellefsen dort das heutige Haus – er nannte es die Ellefsburg –, ein „zweigeschossiges, geschlämmtes Backsteintraufenhaus“ errichten. An ihn erinnern an der freistehenden Giebelfront Zieranker mit seinen Initialen „N. E.“ Über dem Eingang enthält eine Sandsteintafel die Inschrift:

„ELLEFSBURG/bin ich genant/Gott halt über mich/Sein Gnaden hand/Gebe unssern Gott die Ehre/1771“

Während Fenster und die Haustür rekonstruiert sind, blieb der Grundriss im Inneren teilweise bewahrt. Dort stammen die Türen im Haus noch aus der Entstehungszeit; eine Deckenmalerei wurde zwischenzeitlich übermalt. Eine alte Schlosserwerkstatt im Hinterhof bauten die Inhaber 1998 zu einem Theater um, daher der Name „Theaterwerkstatt“. Dabei erhöhten sie die Decke, um Scheinwerfer und Technik unterzubringen. Requisiten, Werkzeuge und Reinigungszubehör haben ihren Platz im Erdgeschoss des Wohnhauses, wo auch die Büros sind und Schauspieler-Kollegen oder Gastregisseure in einer kleinen Wohnung ein Quartier finden.

## Geschichte des Theaters

### Entwicklung der Programmgestaltung
Nach dem Kauf des historischen Hauses an der Pilkentafel Nr. 2 im Jahr 1981 gründete die Theaterwissenschaftlerin und -pädagogin Elisabeth Bohde (* 1957 in Flensburg) die Werkstatt für Theater, Spiel und Körpersprache, um Workshops und Theaterkurse anzubieten. Die Premiere des Stückes „Wir werden uns leidenschaftlich lieben“ im Jahr 1983 galt sodann als Beginn der Theaterwerkstatt Pilkentafel, die die bundesweit diskutierte Produktion ein Jahr lang insgesamt 80 Mal aufführte. 1985 erhielt das Theater für das Stück „Leidenschaft als Möglichkeit“ erstmals finanzielle Unterstützung seitens der Stadt Flensburg. Im selben Jahr begann das Engagement des aus Bremen zugezogenen Torsten Schütte (* 1961 in Bremen), der nachherig seiner späteren Ehefrau Bohde bei der Leitung des Theaters half.
Das Programm enthielt in den Anfangsjahren häufig noch Stücke zu feministischen Themen, wandelte sich jedoch in den Jahren. „Dokumentarisches und politisches Theater, Sprechstücke, Theater ohne Text, die Arbeit sowohl im Haus wie im öffentlichen Raum traten an die Stelle.“ Ein Kinderstück hieß 1987 der erste Gehversuch, Theater für Kinder zu machen, das mit dem Waschtag eine Fortsetzung fand. Das 1994 auf den Traumspielen preisgekrönte Stück Waschtag war nach eigenen Angaben eines der „wohl erfolgreichsten und folgenreichsten Stücke der Pilkentafel“ und „eines der meistgespielten Kinderstücke Deutschlands.“

### Flensburg als Spielort
Mit dem Umbau der Schlossereiwerkstatt zur eigenen Spielstätte 1998 rückte mehr und mehr die Bühnenarbeit mit Erwachsenen in den Vordergrund. Einer ihrer weiteren, größten Erfolge verbuchten die Theatermacher mit dem 50 Mal gespielten Bühnenstück Westliche Höhe (Premiere am 21. Februar 2008), benannt nach dem Stadtteil Westliche Höhe, wo nach 1945 etliche Nazi-Größen untertauchten, darunter auch der 1959 enttarnte Euthanasie-Arzt Werner Heyde. Für ihre Konfrontation mit einem dunklen Kapitel in der Geschichte Flensburgs erhielten die Theatermacher 2009 den Kulturpreis der Stadt. An dieses Kapitel der Stadtgeschichte knüpfte 2015 die Performance „Tanz den Dönitz“ an, die im Hinterhof des Flensburger Polizeipräsidium (Dönitzhof) spielte, um dort zum 70. Jahrestag an die Verhaftung ranghoher NS-Mitglieder der Regierung Dönitz im Mai 1945 zu erinnern. Bei der Wahl des Spielortes für eine Theaterproduktion entschied sich die Pilkentafel schon häufiger für ein (sonst meist ausgedientes) öffentliches Gebäude. So verabschiedete man mit einer großen Collage die alte Stadtbücherei, die 2006 dem Einkaufszentrum Flensburg-Galerie weichen musste. Das alte Hallenbad bespielte die Pilkentafel ab September 2011 insgesamt 14 Mal mit dem Roman Wörterbuch von Jenny Erpenbeck. Der alten Bahnpost von 1927 neben dem Flensburger Hauptbahnhof hauchte die Theatergruppe ab Mai 2014 mit dem Theater-Kunst-Performance-Projekt Flensburger Humankapital neues Leben ein.

### Aktionsradius außerhalb Flensburgs
Als ein renommierter Auftritt außerhalb Flensburgs gilt die Einladung zum Mülheimer Theaterfestival Kinderstücke im Jahr 2011, wo die japanische Literaturwissenschaftlerin Yōko Tawada mit Mein kleiner Zeh war ein Wort zum zweiten Mal ein Stück für die Pilkentafel in Szene setzte. Die Produktion war nach der Uraufführung am 19. Juni 2010 sowohl für den Deutschen Kindertheaterpreis 2010 als auch für den KinderStückePreis 2011 nominiert.
Gleich für sieben Monate verschlug es die „Pilkentafeler“ 2012/2013 in die französische Stadt Chambéry. Auf Anregung der französischen Theater-Compagnie Les Yeux Gourmands tauschten die Flensburger Theaterleute „den Ort des Lebens und Arbeitens“ und spielten in der Alpenstadt, während die Franzosen in der Fördestadt spielten. Für die Compagnie, die zuhause lediglich über Büros und Proberäume in einer psychiatrischen Klinik verfügte, war der Austausch eine Gelegenheit, mit der Pilkentafel eine feste Spielstätte nutzen zu können, um dort unter anderem das Stück Ana Sansai, der fremde Blick zu inszenieren. Um Sprachbarrieren abzubauen, spielten die Franzosen zu Anfang zwar in französischer Sprache, dafür aber in einer Art „Bildertheater“. Die französische Tauschpartnerin und Theaterregisseurin Véronique Chatard zeigte sich nach dem Austausch „begeistert über das Flensburger Publikum, wie schnell und unbürokratisch es auf ihre Ansprache reagiert hatte.“ In Frankreich verließen sich die Flensburger Bohde und Schütte eher auf Bilder und Gestik, zeigten das Stück Jacke wie Hose im Auditorium der psychiatrischen Klinik, gaben Workshops für Lehrer und konzentrierten sich auf die Vorbereitung des Stückes Diverse Differenzen – Differences Diverses. Damit wollten die beiden nach ihrer Rückkehr aus Frankreich auf die deutsch-französische Freundschaft anspielen.

### Kooperationen als neues Konzept
Seit Anfang 2014  kooperiert die Pilkentafel mit dem Regisseur Peer Ripberger (* 1987 in Flensburg) und dem 2006 in Hildesheim gegründeten Theaterkollektiv Theater Kormoran, ein Ensemble ohne festen Standort, das vor allem in Flensburg, Hamburg und Leipzig agiert. Weitere Zusammenarbeiten gab es bereits mit dem Hamburger Theater Triebwerk,– so 2006 in Odysseus irrt, 2008 in Die schöne Stunde und 2009 in DROP –, und seit den Anfangszeiten der Pilkentafel mit dem Komponisten Matthias Kaul und dem Ensemble L’art pour L’art. Ein Konzept von 2016 sieht vor, das Haus von der Pilkentafel-Theatergruppe zu „trennen“ und stattdessen für andere Theatermacher weiter zu öffnen. Angestrebt sind Spielzeiten von September bis Juni mit sechs Premieren und 120 Vorstellungen pro Jahr.
Um das zu bewerkstelligen, bahnte sich 2016 ein bundesweit beachteter Generationswechsel an, bei dem sich die seit Jahrzehnten bewährte Leitung unter Bohde und Schütte allmählich zurückzog, Ripberger in die Theaterleitung einstieg und einem jüngeren Team der Vortritt gelassen wurde. Ziel ist es, die Arbeit mit neuem Regisseur, Schauspieler und Techniker unter Einbindung sozialer Netzwerke öffentlichkeitswirksamer zu präsentieren und dadurch ein jüngeres Publikum und eine „größere überregionale Ausstrahlung“ zu erreichen.
Überzeugt von der „Vorreiterrolle im Generationenwechsel freier Theaterhäuser“ und den „internationalen Koproduktionen als Teil der Pilkentafel-DNA“ beschloss im November 2016 der Haushaltsausschuss des Deutschen Bundestages, dass die Pilkentafel für die nächsten drei Jahre bis zu 1,2 Millionen Euro aus dem Etat des Beauftragten der Bundesregierung für Kultur und Medien erhalten solle. „Ab 2020 soll der Umwandlungsprozess in eine Plattformfinanzierung nach EU-Recht münden.“ (Flensburger Tageblatt) Anfang April 2017 revidierte die Beauftragte der Bundesregierung für Kultur und Medien nach einer Prüfung des Umwandlungskonzepts die Förderentscheidung. Der künstlerische Leiter Peer Ripberger zog sich daraufhin aus dem Theater zurück.

## Auszeichnungen
- 2009 Kulturpreis der Stadt Flensburg[7][11][39]
- 2010 Nominierung für den Deutschen Kindertheaterpreis mit dem Stück Mein kleiner Zeh war ein Wort[27]
- 2011 Nominierung für den KinderStückePreis mit dem Stück Mein kleiner Zeh war ein Wort[27]
- 2013 junge ohren preis in der Kategorie „LabOhr“ für die Performance beziehungsweise das Musikprojekt Die Hörer[40][41][42]
- 2017 Assitej-Preis „für besondere Verdienste um das Theater für junges Publikum“, verliehen im Rahmen des Kindertheaterfestivals „Augenblick mal!“[43]